# كيت بريستول
كيت بريستول (بالإنجليزية: Kate Bristol)‏ هي مغنية وممثلة أمريكية، ولدت في 1 مايو 1990 في دالاس في الولايات المتحدة.

## وصلات خارجية
- الموقع الرسمي
- كيت بريستول على موقع IMDb (الإنجليزية)
- كيت بريستول على موقع ANN person (الإنجليزية)